# Otto Stocker
Otto Stocker (* 17. Dezember 1888 in Freiburg im Breisgau; † 15. November 1979 in Darmstadt) war ein deutscher Botaniker. Sein offizielles botanisches Autorenkürzel lautet „Stocker“.

## Leben
Stocker studierte von 1908 bis 1912 Naturwissenschaften mit Schwerpunkt Botanik an der Universität Freiburg (bei Friedrich Oltmanns) und an der Universität Jena (bei Ernst Stahl). Er schloss sein Studium mit dem höheren Lehrerexamen 1912 in Karlsruhe ab. Anschließend arbeitete er als wissenschaftlicher Assistent bei Ludwig Klein an der TH Karlsruhe. 1913 erhielt er eine Anstellung als Gymnasiallehrer in Bremerhaven. Neben seiner Tätigkeit als Lehrer studierte er mit bescheidensten Mitteln die „Transpiration und Wasserökologie nordwestdeutscher Heide- und Moorpflanzen am Standort“. Mit diesem selbstgestellten und ohne jegliche Anleitung durch einen „Doktorvater“ bearbeiteten Thema wurde er 1923 an der Mathematisch-Naturwissenschaftlichen Fakultät der Universität Freiburg im Breisgau promoviert.
In den folgenden Jahren unternahm Stocker zahlreiche Forschungsreisen in unterschiedliche Klimaregionen der Erde, wo er vor allem experimentelle Untersuchungen zur Standortsökologie, insbesondere zum Wasserhaushalt der Pflanzen durchführte. Die Schulbehörde in Bremerhaven, die ihm dafür über die Jahre hinweg großzügig bezahlten Urlaub gewährt hatte, konnte ihm jedoch in der 1930 beginnenden Weltwirtschaftskrise diese Freiheiten nicht mehr geben. 1932 entlastete sie ihn teilweise von seinen schulischen Verpflichtungen und übertrug ihm die Leitung des Seewasseraquariums und der Tiergrotten in Bremerhaven.
Die von Stocker auf seinen Forschungsreisen angewandten Methoden und die damit erzielten wissenschaftlichen Ergebnisse, die er in Fachzeitschriften veröffentlichte, fanden internationale Anerkennung. 1934 folgte Stocker einem Ruf auf den Lehrstuhl für Botanik an der TH Darmstadt. Hier bearbeitet er schwerpunktmäßig die physiologischen Grundlagen der Dürreresistenz bei den Kulturpflanzen. Seine Methoden beeinflussten nachhaltig ähnliche Forschungsarbeiten von Agrarwissenschaftlern (z. B. die Arbeiten von Otto Tornau).
Stocker war seit dem 1. Mai 1933 Mitglied der NSDAP und von 1933 bis 1935 in der SA aktiv. 1934 war er zum Scharführer der SA aufgestiegen. Zudem war er Mitglied im NSDoB. Ende Oktober 1945 wurde Stocker aus „politischen Gründen“ aus dem Staatsdienst entlassen. In einem ersten Entnazifizierungsverfahren wurde er Anfang 1947 als Belasteter eingestuft. Die Spruchkammer stufte ihn in der 1. Instanz jedoch als Minderbelasteter ein. Hiergegen legte Stocker Berufung ein. Im September 1947 wurde er dann entlastet. Daraufhin konnte er 1948 wieder seine Professur wahrnehmen. Bis zu seiner Emeritierung im Jahre 1959 widmete er sich weiterhin vorwiegend den Fragen des Wasserhaushaltes der Pflanzen. Während dieser Zeit schrieb er einen vorzüglichen Grundriß der Botanik (1952) und beteiligte sich an dem von Wilhelm Ruhland herausgegebenen Handbuch der Pflanzenphysiologie. Der 1956 erschienene Band 3 Pflanze und Wasser, den Stocker selbst redigierte, enthält mehrere Beiträge von ihm über Wasseraufnahme und Wasserspeicherung der Pflanzen, über Messmethoden zur Transpiration (siehe auch Transpirationswaage) sowie über das Problem der Dürreresistenz.

## Hauptwerke
- Die ägyptisch-arabische Wüste. G. Fischer, Jena 1926.
- Das Wadi Natrun. G. Fischer, Jena 1927.
- Der Wasserhaushalt ägyptischer Wüsten- und Salzpflanzen vom Standpunkt einer experimentellen und vergleichenden Pflanzengeographie aus. G. Fischer, Jena 1928 (Botanische Abhandlungen. Heft 13).
- Das biologische Weltbild – Grundprobleme der Biologie. Geist, Bremen 1940 (Schriften der  Bremer wissenschaftlichen Gesellschaft. Reihe G).
- Pflanzenphysiologische Übungen. G. Fischer, Jena 1942.
- Das westliche Lappland. G. Fischer, Jena 1944.
- Grundlagen einer naturgemässen Gewächshauskultur. Ulmer, Stuttgart 1949 (Grundlagen und Fortschritte im Garten- und Weinbau. Heft 73).
- Grundriß der Botanik. Springer, Berlin, Göttingen, Heidelberg 1952.
- Handbuch der Pflanzenphysiologie. Hrsg. W. Ruhland. Band 3: Pflanze und Wasser. Bearbeitet von Otto Stocker. Springer, Berlin, Göttingen, Heidelberg 1956.
- Compendio de botánica. Ed. Labor, Barcelona 1959.